# Igor Mandić
Igor Mandić (Šibenik, 20. novembar 1939 — Zagreb, 13. mart 2022) bio je hrvatski književnik, esejista, feljtonista, polemičar, kao i književni i muzički kritičar.

## Biografija
Završio je studije komparativne književnosti na Filozofskom fakultetu u Zagrebu 1963. godine. Od 1966. bio zaposlen u Vjesniku, kao kritičar u dnevnim novinama, kao kolumnist Vjesnika u srijedu, interni recenzent, urednik i autor tekstova u pojedinim Vjesnikovim izdanjima. Od 1993. do 1995. pisao je kulturološke komentare za Slobodnu Dalmaciju, a 1997. prešao u slobodne umetnike, i objavljivao je u raznim listovima, između ostalih i u Novom Plamenu. Bio je glavni urednik novina Vjesnik (2000). Dugogodišnji je saradnik mnogih radio-televizijskih centara. Godine 2005. dobio je nagradu Hrvatskog novinarskog društva za životno delo. 
Živeo je i radio u Zagrebu.
Nakon što mu je u popodnevnim časovima 13. marta 2022. godine pozlilo u stanu u kome je živeo, završio je u bolnici „Sveti Duh” u Zagrebu u kojoj je ovaj hrvatski novinar, književni kritičar i kolumnista preminuo istog dana u 82. godini života.

## Politička delovanje i stavovi
Mandić je u emisiji Nedjeljom u dva rekao da je u Hrvatskoj nazvani Domovinski rat bio "građanski rat" i da se nije radilo o agresiji nego o regresiji jer je bilo normalno očekivati pobunu Srba na stanje u Hrvatskoj. Protivio se nezavisnosti Kosova jer je smatrao da je Kosmet srpska zemlja. Takođe je izjavio kako se protivi nezavisnosti Crne Gore. Smatrao je da su Srbi i Hrvati "dva plemena istoga naroda" i naglašavao da je za ponovno stvaranje federalne zajednice.
Deo Mandićeve izjave s komemoracije u Jadovnu 26. juna 2011. (prema pisanju srpskih Novosti): "Ustaški koljački mentalitet još stoluje u hrvatskom narodu i to mogu vikati s nebodera na zagrebačkom Trgu Republike." ... "Dok god postoje zloćudni povici na stadionima, grafiti... a iza toga mržnja i iracionalno bjesnilo potpomognuti politikom, neće biti sreće. Što je najgore, iza svega se krije i interes cijele fašističke Europe."

## Dela
- Uz dlaku, kritike (Zagreb, 1970)
- Mysterium televisionis, eseji (Split, 1972)
- Gola masa, feljtoni (Zagreb, 1973)
- Nježno srce, polemike (Zagreb, 1975)
- Mitologija svakidašnjeg života, feljtoni (Rijeka, 1976)
- Od Bacha do Cagea, eseji, kritike (Zagreb, 1977)
- 101 kratka kritika (Zagreb, 1977)
- U sjeni ocvale glazbe, polemike (Zagreb, 1977)
- Policajci duha, polemike (Zagreb, 1979)
- Šok sadašnjosti, eseji (Zagreb, 1979)
- Arsen, monografija (Zagreb, 1983)
- Književnost i medijska kultura, eseji (Zagreb, 1984)
- Što, zapravo, hoće te žene?, feljtoni (Zagreb, 1984, Varaždin i Pula, 1985)
- Principi krimića, eseji (Beograd, 1985)
- Jedna antologija hrvatske poratne poezije, antologija (Prokuplje, Zagreb, 1987)
- Zbogom dragi Krleža, polemike (Beograd, 1988)
- Bračna kuhinja, feljtoni /sa Slavicom Mandić/ (Zagreb, 1989)
- Ekstaze i mamurluci, eseji (Zagreb, 1989)
- Romani krize, kritike (Beograd, 1996)
- Književno (st)ratište, kritike (Zagreb, 1998)
- Za našu stvar, kritike, polemike (Zagreb, 1999.; II. prošireno izdanje, Beograd, 2001)
- Prijapov problem, eseji (1999)
- Između dv(ij)e vatre, kolumne (Beograd, 2000)
- Bijela vrana, kolumne-polemike (Zagreb, 2002)
- Sloboda lajanja i Zauzeto, Hrvat (Zagreb, 2012)
- Hitna služba; izbor kolumni iz "Vjesnika" 1999. – 2005. (Zagreb, 2005)
- Sebi pod kožu. Nehotična autobiografija (Zagreb, 2006)
- Bračna kuhinja /sa Slavicom Mandić/ (Zagreb, 2006)
- Notes - VUS 1968-1972 (Zagreb, 2007)
- U zadnji čas. Autobiografski reality show (Zagreb, 2009)

## Spoljašnje veze
- Odlazak britkog polemičara („Politika”, 15. mart 2022)